# Saison 1955-1956 de la LNH
Saison précédente Saison suivante
La saison 1955-1956 est la 39e saison de la Ligue nationale de hockey. Les six équipes ont joué chacune 70 matchs.

## Saison régulière
Après sept saisons LNH au plus haut niveau et une domination sans partage, les Red Wings de Détroit se voient supplantés par les Canadiens de Montréal. Ces derniers réussirent à installer un nouveau record en gagnant 45 de leurs 70 matchs.
Dick Irvin devient l'entraîneur des Black Hawks de Chicago 25 ans après sa première saison à ce poste avec la franchise.

### Classement final
Les quatre premières équipes sont qualifiées pour les séries éliminatoires.
| Clt   | Équipe                 | PJ | V  | D  | N  | BP  | BC  | Pts |
| ----- | ---------------------- | -- | -- | -- | -- | --- | --- | --- |
| +001, | Canadiens de Montréal  | 70 | 45 | 15 | 10 | 222 | 131 | 100 |
| +002, | Red Wings de Détroit   | 70 | 30 | 24 | 16 | 183 | 148 | 76  |
| +003, | Rangers de New York    | 70 | 32 | 28 | 10 | 204 | 203 | 74  |
| +004, | Maple Leafs de Toronto | 70 | 24 | 33 | 13 | 153 | 181 | 61  |
| +005, | Bruins de Boston       | 70 | 23 | 34 | 13 | 147 | 185 | 59  |
| +006, | Black Hawks de Chicago | 70 | 19 | 39 | 12 | 155 | 216 | 50  |

- Vainqueur du trophée Prince de Galles
- Qualifié pour les séries éliminatoires

### Meilleurs pointeurs
| Joueur          | Équipe   | PJ | B  | A  | Pts | Pun |
| --------------- | -------- | -- | -- | -- | --- | --- |
| Jean Béliveau   | Montréal | 70 | 47 | 41 | 88  | 143 |
| Gordie Howe     | Détroit  | 70 | 38 | 41 | 79  | 100 |
| Maurice Richard | Montréal | 70 | 38 | 33 | 71  | 89  |
| Bert Olmstead   | Montréal | 70 | 14 | 56 | 70  | 94  |
| Tod Sloan       | Toronto  | 70 | 37 | 29 | 66  | 100 |
| Andy Bathgate   | New York | 70 | 19 | 47 | 66  | 59  |

## Séries éliminatoires de la Coupe Stanley

### Tableau récapitulatif
|  | Demi-finales                   | Demi-finales                   |          |   | Finale de la Coupe Stanley        | Finale de la Coupe Stanley        |
|  | Demi-finales                   | Demi-finales                   |          |   | Finale de la Coupe Stanley        | Finale de la Coupe Stanley        |
|  |                                |                                |          |   |                                   |                                   |
|  | 20, 22, 24, 25 et 27 mars 1956 | 20, 22, 24, 25 et 27 mars 1956 |          |   | 31 mars, 3, 5, 8 et 10 avril 1956 | 31 mars, 3, 5, 8 et 10 avril 1956 |
|  | 20, 22, 24, 25 et 27 mars 1956 | 20, 22, 24, 25 et 27 mars 1956 |          |   | 31 mars, 3, 5, 8 et 10 avril 1956 | 31 mars, 3, 5, 8 et 10 avril 1956 |
|  | Montréal                       | 4                              |          |   | 31 mars, 3, 5, 8 et 10 avril 1956 | 31 mars, 3, 5, 8 et 10 avril 1956 |
|  | Montréal                       | 4                              |          |   | 31 mars, 3, 5, 8 et 10 avril 1956 | 31 mars, 3, 5, 8 et 10 avril 1956 |
|  | New York                       | 1                              |          |   | 31 mars, 3, 5, 8 et 10 avril 1956 | 31 mars, 3, 5, 8 et 10 avril 1956 |
|  | New York                       | 1                              | Montréal | 4 |                                   |                                   |
|  | 20, 22, 24, 27 et 29 mars 1956 |                                | Montréal | 4 |                                   |                                   |
|  |                                | Détroit                        | 1        |   |                                   |                                   |
|  | Détroit                        | Détroit                        | 1        | 4 |                                   |                                   |
|  | Détroit                        |                                |          | 4 |                                   |                                   |
|  | Toronto                        | 1                              |          |   |                                   |                                   |
|  | Toronto                        | 1                              |          |   |                                   |                                   |

### Finale
Les Canadiens de Montréal gagnent de la Coupe Stanley en battant sur le score de 4 matchs à 1 les Red Wings de Détroit.

## Honneurs remis aux joueurs et équipes

### Trophées
| Trophée              | Joueur         | Équipe                |
| -------------------- | -------------- | --------------------- |
| Trophée Calder       | Glenn Hall     | Red Wings de Détroit  |
| Trophée Art-Ross     | Jean Béliveau  | Canadiens de Montréal |
| Trophée Hart         | Jean Béliveau  | Canadiens de Montréal |
| Trophée James-Norris | Doug Harvey    | Canadiens de Montréal |
| Trophée Lady Byng    | Earl Reibel    | Red Wings de Détroit  |
| Trophée Vézina       | Jacques Plante | Canadiens de Montréal |

| Trophée                  | Équipe                |
| ------------------------ | --------------------- |
| Trophée Prince de Galles | Canadiens de Montréal |
| Coupe Stanley            | Canadiens de Montréal |

### Équipes d'étoiles
| Position       | Première équipe | Première équipe       | Deuxième équipe | Deuxième équipe        |
| Position       | Joueur          | Équipe                | Joueur          | Équipe                 |
| -------------- | --------------- | --------------------- | --------------- | ---------------------- |
| Gardien de but | Jacques Plante  | Canadiens de Montréal | Glenn Hall      | Red Wings de Détroit   |
| Défenseur      | Bill Gadsby     | Rangers de New York   | Tom Johnson     | Canadiens de Montréal  |
| Défenseur      | Doug Harvey     | Canadiens de Montréal | Red Kelly       | Red Wings de Détroit   |
| Ailier gauche  | Ted Lindsay     | Red Wings de Détroit  | Bert Olmstead   | Canadiens de Montréal  |
| Centre         | Jean Béliveau   | Canadiens de Montréal | Tod Sloan       | Maple Leafs de Toronto |
| Ailier droit   | Maurice Richard | Canadiens de Montréal | Gordie Howe     | Red Wings de Détroit   |